# Список фрегатів військово-морського флоту Нідерландів
Це список фрегатів військово-морського флоту Нідерландів.
- класу Van Speijk:
  - Van Speijk
  - Van Galen
  - Tjerk Hiddes
  - Van Nes
  - Isaac Sweers
  - Evertsen
- класу Tromp:
  - Tromp
  - De Ruyter
- класу Kortenaer:
  - Kortenaer
  - Callenburgh
  - Van Kinsbergen
  - Banckert
  - Piet Hein
  - Pieter Florisz, проданий і введений в експлуатацію в Греції див. Elli
  - Witte de With, проданий і введений в експлуатацію в Греції див. Limnos
  - Abraham Crijnssen
  - Philips van Almonde
  - Bloys van Treslong
  - Jan van Brakel
  - Willem van der Zaan / Pieter Florisz
- класу Jacob van Heemskerck: 
  - Jacob van Heemskerck
  - Witte de With
- класу Karel Doorman:
  - Karel Doorman
  - Van Speijk
  - Willem van der Zaan
  - Tjerk Hiddes
  - Van Amstel
  - Abraham van der Hulst
  - Van Nes
  - Van Galen
- класу De Zeven Provinciën:
  - De Zeven Provinciën
  - Tromp
  - De Ruyter
  - Evertsen